# آر. ويندهام والدن
آر. ويندهام والدن (بالإنجليزية: R. Wyndham Walden)‏ هو مدرب خيول أمريكي، ولد في 1843 في نيويورك في الولايات المتحدة، وتوفي في 28 أبريل 1905.